# Кампанини, Барбара
Ба́рбара Кампани́ни (итал. Barbara Campanini, 27 сентября 1719, Парма — 7 июня 1799, Баршау, под Любином) по прозвищу La Barberina (также La Barbarina) — выдающаяся танцовщица XVIII века, выступавшая в самых прославленных труппах Европы, ученица знаменитого танцовщика Антонио Ринальди и фаворитка короля Пруссии Фридриха II.

## Биография
Барбара Кампанини родилась в городе Парма в 1719 году. Она была второй дочерью в семье сапожника. Сведений о её детстве сохранилось немного, по некоторым данным отец пил и совершенно не занимался воспитанием дочерей. Вскоре он умер. Чтобы обеспечить будущее дочерей, мать, бывшая балерина, решила всех трёх: Марианну, Барбару и Домитиллу, отдать в балетную школу во Флоренции. Остаётся неизвестным, начали ли они занятия в одно время. Однако тот факт, что все три стали танцовщицами подтверждают, как минимум, факты их совместных выступлений. Помимо этого доподлинно неизвестно когда именно танцевальным руководителем Барбарины стал знаменитый в Европе танцор Антонио Ринальди, известный под псевдонимом «Фоссано». Именно под его руководством в театре Фарнезе, Барбарина в пятнадцатилетнем возрасте впервые появилась на публике, во время карнавала в Турине в 1736—1737 года, где вместе с ней выступала и её родная сестра Домитилла «Мириамне» Кампанини. Подробное описание представления было опубликовано в 1738 году, с указанием авторов, режиссёров и танцовщиков.
Фоссано оценил талант Барбары и её технику, и после третьего сезона танцовщицы в театре (в 1739) он пригласил её выступить в известном Оперном театре в Париже.

### Общеевропейская слава

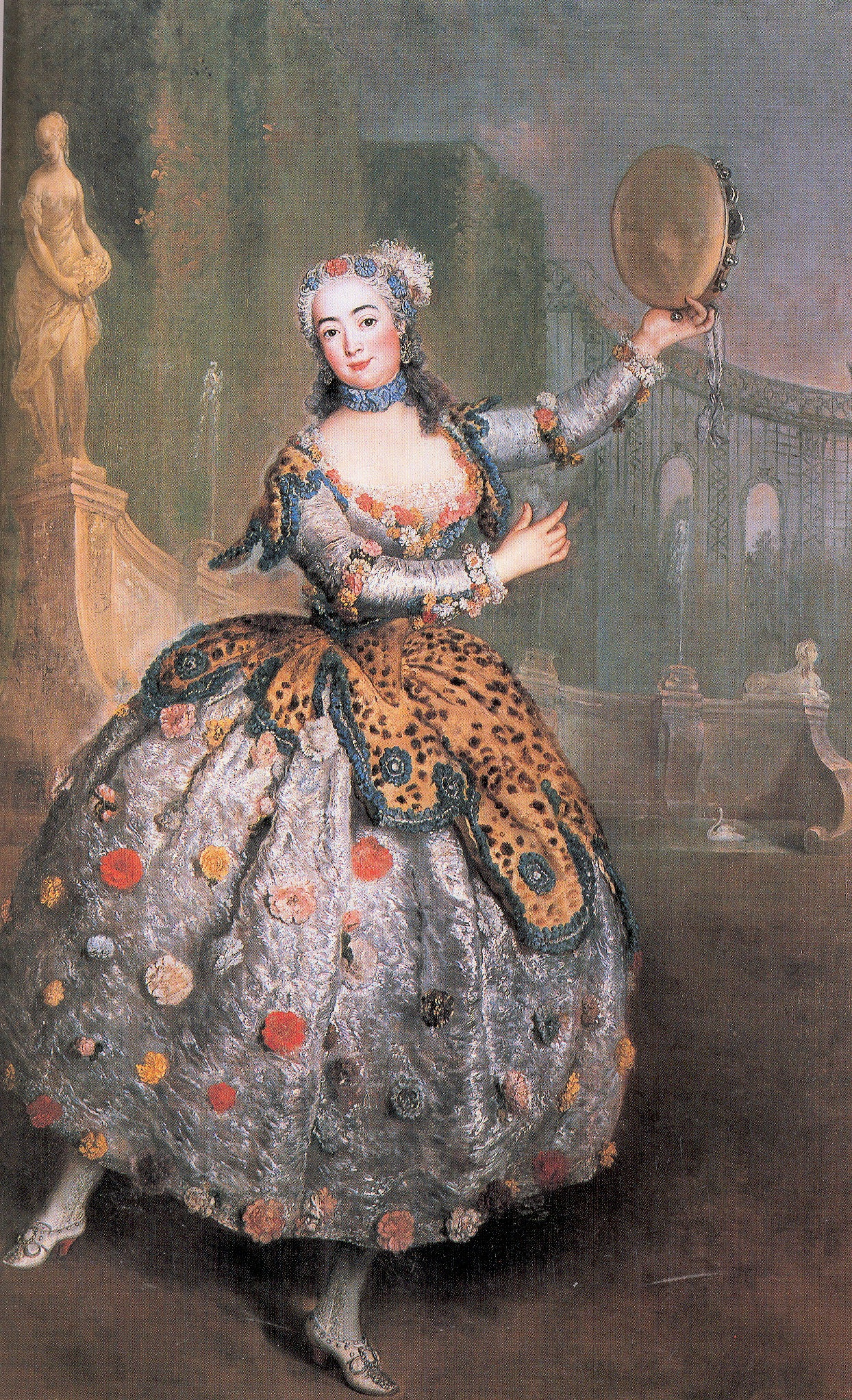
Барбарина Кампанини в полный рост работы Антуана Пэна (1745)

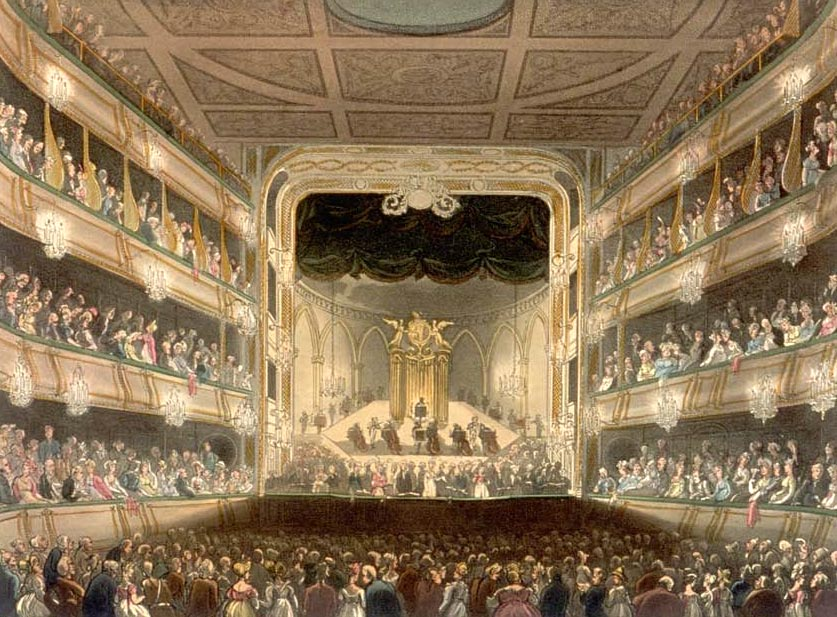
Первый театр в Ковент-Гарден (1732—1808)

Барбарина выступала на сцене многих европейских государств: Венецианской республики, Франции, Великобритании, Австрии и Пруссии.
Когда Барбарина впервые в 1739 году появилась во Франции, на сцене «Опера́» царили Ла Камарго и Мария Салле, о которой Вольтер писал, что ею во время танца руководит сама Терпсихора, что, однако, не помешало молодой танцовщице привлечь к себе в центре внимания. Более того, Ла Камарго она даже превзошла по мастерству. В то время, как Мари Анн Камарго отлично делала «entrechat-quatre», прыжок в котором ноги перекрещиваются или ударяют друг друга два раза, Барбарина могла сделать «entrechat-huit», прыжок с четырьмя ударами. Свой псевдоним La Barbarina она получила именно в Париже.
Во Франции Барбарина выступала в Фонтенбло (29 октября — 5 ноября 1739), а также в Версале (1740). В этой гастрольной поездке Барбарину её сопровождал учитель Ринальди «Фоссано», который позже вернулся в Италию.
Позднее Барбарина переехала в Лондон и выступала в театре Ковент-Гарден, где её снова ждал успех, но не такой шумный, как во Франции.
Барбарина была красива, и это обстоятельство привлекало к ней особое внимание. Некоторые источники указывают на многочисленные недвусмысленные связи балерины, в частности, с принцем де Кариньян, принцем де Конти, лордом Арундель, герцогом де Дюрфортом и пр.

### Барбарина в Пруссии

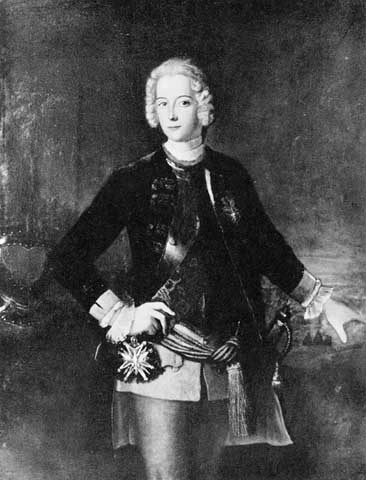
Фридрих II в молодости

Королевская придворная опера, построенная в 1742 году, нуждалась в артистах. С целью привлечь туда танцовщиков высокого класса Фридрих II в 1743 году отправляется в Париж. Именно в это время на сцене блистала Барбарина, которую он решил во что бы то ни стало заполучить в свою оперу. Ей было предложено очень щедрое по тем временам вознаграждение в 7000 талеров в год. Танцовщица приняла это предложение, однако, её приезд в Пруссию был отсрочен. В Англии она влюбилась в шотландского лорда Стюарта Макензи, с которым решила вернуться в Венецию. Из Пруссии начали приходить запросы о нарушении договора, и в дело пришлось вмешаться графу де Монтагю, послу Франции в Венеции (1743—1777), секретарём которого тогда был Жан-Жак Руссо. Господин посол ответил Фридриху II письмом в котором говорилось о том, что Барбарина хотела бы расторгнуть договор в связи с намечающимся замужеством. Тогда из Пруссии последовал запрос в Венецианское правительство об аресте танцовщицы, на который было отвечено отказом. В результате завязалось очень сложное дипломатическое противостояние, которое закончилось победой Фридриха II. Барбарину под конвоем доставили в Берлин.
В Берлине Барбарина была в центре всеобщего внимания. С 1744 по 1748 год она не просто исполняла все ведущие балетные партии, но и являлась самой высокооплачиваемой актрисой Пруссии. Пантомима, исполненная Барбариной в 1745 году в постановке «Пигмалион и его статуя» на музыку Карла Генриха Грауна из оперы «Адриано в Сирии» (1734) Йозефа Мысливечека, приобрела известность не только в истории балета, но и в истории искусств.

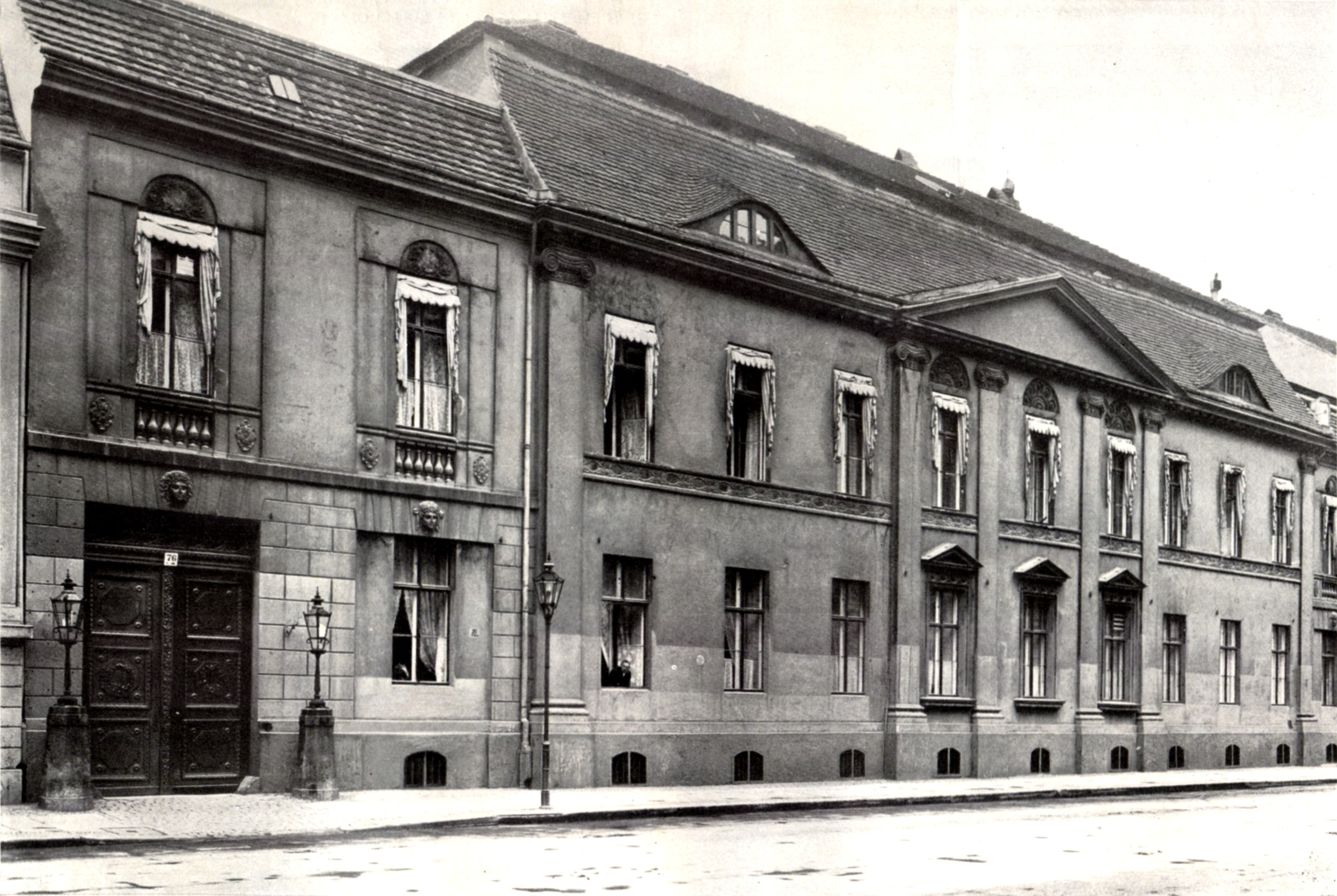
Дом, где проживала Барбарина. Берлин, Вильхельмштрассе 76 (фото 1880)

Кроме того, благодаря своей разносторонности и образованности, танцовщица становится одной из любимых собеседниц самого короля. Эти частые встречи в резиденции Фридриха Сан-Суси послужили поводом для недвусмысленных слухов о связи короля с танцовщицей. Так, Казанова писал в своих мемуарах о том, что видел её портрет в рабочем кабинете короля. Это была картина с изображением Барбарины в полный рост работы Антуана Пэна (1745).
В 1748 году Барбарина вышла замуж за венгерского аристократа Карла-Людвига фон Кокцеи (1723—1808), отец которого — Самуэль фон Кокцеи, был видным юристом и государственным канцлером Пруссии. В нарушение правил брак был заключён без согласия короля (Кокцеи-младший был также государственным служащим высокого ранга, и на брак требовалось разрешение). В связи с этим Барбарина не имела права на графский титул и получила его только при преемнике Фридриха II — Фридрихе Вильгельме II в 1789 году (см. Благотворительность и жизнь в Силезии).
В 1752 году супружеской четой Кокцеи был куплен дом по адресу Вильхельмштрассе, 76. Впоследствии в этом здании располагалось Министерство иностранных дел Пруссии, а позже Германии.

### Балетные постановки
Дебютное выступление, Париж, 14 июля 1739 года
- Les fêtes d’Hébé, ou Les talents lyriques, Жана Филиппа Рамо

Первый сезон, Париж
- Zaïde
- Reine de Grenade
- Momus Amoureux
- Dardanus
- Les Fêtes grecques et romaines

### Благотворительность и жизнь в Силезии

Дворец Барбарины. Пансион благородных девиц

Барбарина последовала за мужем в Силезию, однако, их благополучная совместная жизнь длилась всего 10 лет, до 1759 года, несмотря на это развелись они только в 1788 году.
В Силезии Барбарина владела несколькими домами (в Баршау, Полах, Поршутце и Кляйн Любен), кроме того она располагала наличными средствами. Дворец в Баршау был куплен Барбарой Кампанини за 70 000 талеров у вдовы прусского генерала Ганса Карла фон Винтерфельда в 1759 году.
В 1789 году в этом доме ею был учреждён пансион благородных девиц (нем. Orden des Gräflich Campaninischen Fräuleinstiftes), для дочерей обедневших дворян, среди которых на момент открытия было 10 девушек исповедующих евангелизм и 10 исповедующих католицизм. Пансион располагался во дворце Барберины в Баршау (нем. Barschau), при этом и всё остальное своё имущество она записала на счёт пансиона. За её щедрую благотворительную деятельность 6 ноября 1789 года, в возрасте 68 лет, Барбара Кампанини получила графский титул.
Символом пансионерок стал большой белый мальтийский крест с четырьмя чёрными силезскими орлами по краям. На лицевой стороне нанесён девиз: Virtuti asylum (Приют добродетели), а с обратной стороны инициалы основательницы — «CBC» (Contessa Barbara Campanini). Крест выполнен из позолоченной бронзы с эмалью (⌀ 48мм). Эти эмблемы сохранились до наших дней в частных коллекциях.
Пансион благородных девиц, учреждённый Барбарой Кампанини просуществовал до конца Второй мировой войны. После войны город был переименован на польский манер в Баршув (пол. Barszów), а в 70-х годах XX века перестал существовать. На его месте создали самый большой в Европе водоём для отходов флотации «Желазны мост» (пол. Żelazny most). Некоторые архитектурные элементы, как, например, скульптуры четырёх времён года из дворцового парка были перенесены во Вроцлав и установлены напротив Вроцлавского университета. Местонахождение многочисленных драгоценных предметов из дворца Барбарины (в том числе фарфора, картин с изображением хозяйки) неизвестно.

### После смерти
Умерла графиня Кампанини в возрасте 79 лет и 11 июня 1799 года была похоронена под боковым алтарём в склепе костёла четырнадцати святых помощников в селе Гродовец в гмине Грембоцице. В немецких архивах этот населённый пункт значится как Хохкирх (нем. Hochkirch).
Однако во второй половине XIX века Пруссия проводила перезахоронение некоторых выдающихся государственных деятелей и по каким-то странным обстоятельствам в 1857 году могилу прусского генерала Ганса Карла фон Винтерфельда якобы перепутали с могилой Барбарины, в результате её повторно перезахоронили со всеми военными почестями.
25 февраля 1932 года, специально созданной комиссией произошло вскрытие гроба графини. Согласно свидетелю этого события: «Труп не подвергся сильному разложению, графиня лежала прямо и скромно, без побрякушек. Рядом с телом лежали бусинки от чёток, которые, вероятно, были надеты на руку. Помимо этого в гробу находились кожаные перчатки».
Сохранился отчёт о проведённых действиях: «Франц Диреске из г. Вроцлава и Эрих Драбиг из г. Сьрода-Слёнска открыли на несколько часов склеп. Помимо них при этом событии присутствовали: ксёндз Георг Жехулка, староста Вернер, кантор Менцель, супружеская пара Либих и их сын, а также господа: Циммерманн, Вайс, Меркель, Лёйшнер, Винклер и Ёпих. Через три часа, после небольшой смены места расположения гроба и осмотра склепа жителями села, гроб закрыли. И да пусть пошлёт бог нам живущим свою милость и вечный покой умершим». Один из участников вышеописанного вскрытия — Франц Диреске, является автором книги «Барбарина в склепе костёла Хохкирх», выпущенной в 1932 году.

## Образы Барбарины в живописи
Самые известные изображения танцовщицы находятся в музеях Германии, однако, некоторые работы перешли в частные коллекции. Например, картина «Барбарина, Фридрих II, шевалье де Шасо, граф Альгаротти и генерал Ротенбург в комнате при опере»(1852) работы Адольфа фон Менцеля (1815—1905) была продана на традиционном осеннем аукционе галереи Коллер в Цюрихе в 2002 году за 452 600 швейцарских франков.
Единственный из известных портретов Б. Кампанини, созданных во Франции (художник — Ж. Ф. де ла Роше), был перепродан в частную коллекцию на аукционе Bukowskis (Стокгольм) в 2012 году за 404 250 шведских крон.
Картина «Портрет итальянской танцовщицы Барберины» («Барбарина на кушетке») работы другого немецкого художника Карла Вендлинга (1851—1914), созданная через много лет после смерти Барберины, была продана на аукционе Bruun Rassmussen в Копенгагене в феврале 2013 года за 1350 датских крон.

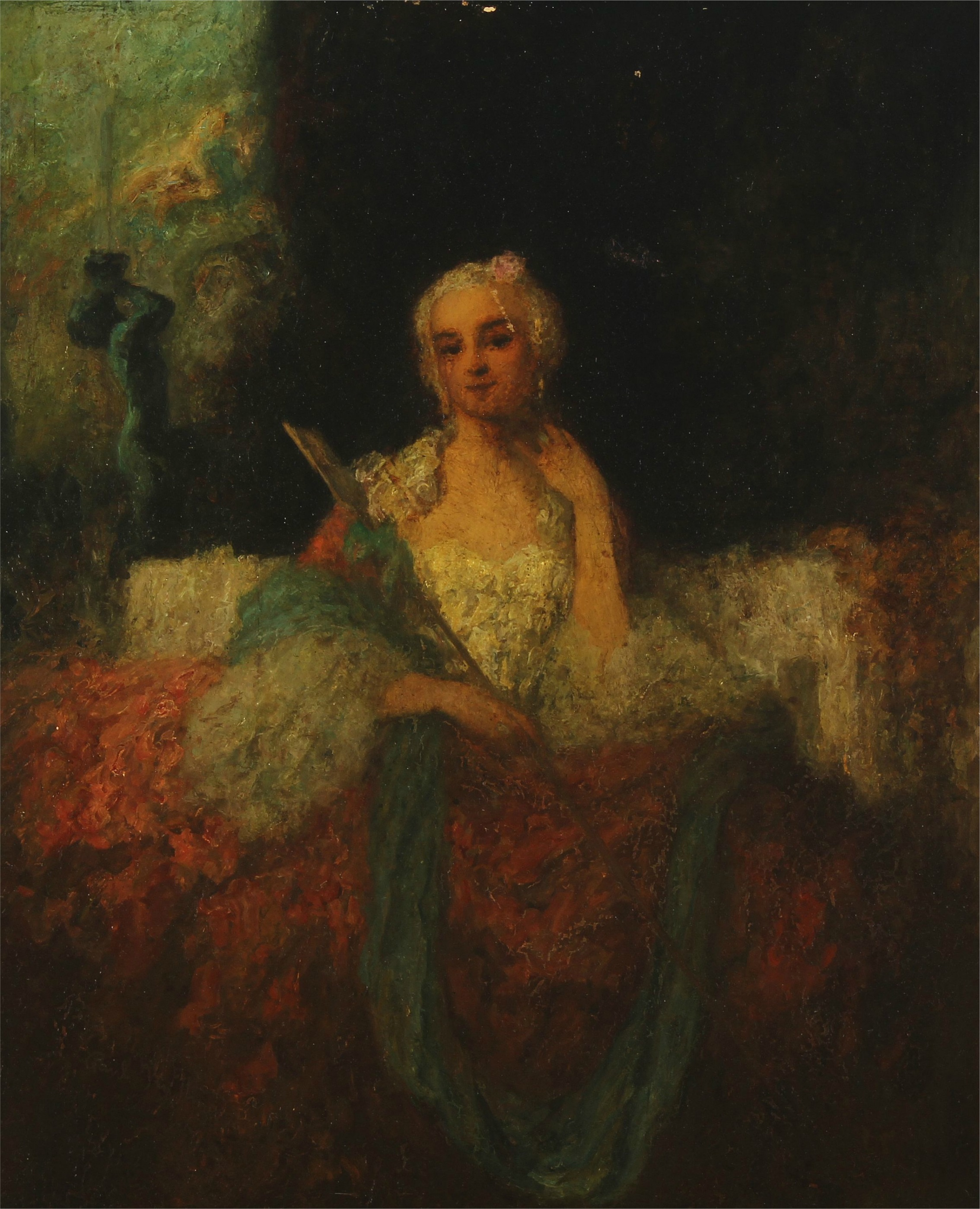
Юная Барберина на кушетке

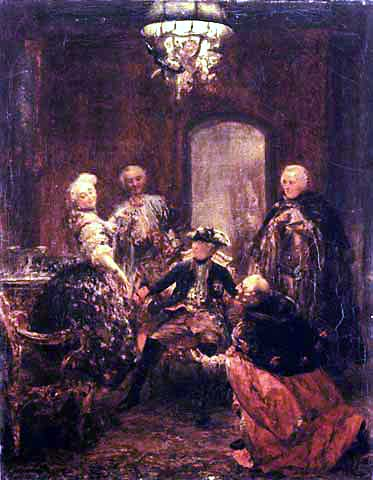
Барбарина в комнате при опере (1852)

| Автор                               | Описание                                                                                        | Год создания | Место хранения                   |
| ----------------------------------- | ----------------------------------------------------------------------------------------------- | ------------ | -------------------------------- |
| Р. Каррьера (1675—1757)             | Барбарина в юности                                                                              | 1739         | Дрезден, Галерея старых мастеров |
| Р. Каррьера (1675—1757)             | Барбарина в юности                                                                              | неизвестен   | Лондон, Walpole Gallery          |
| Ж. Ф. де ла Роше (1710—1767)        | Барбарина во Франции                                                                            | 1742         | Частная коллекция                |
| А. Пэн (1683—1757)                  | Барбарина с тамбурином в полный рост                                                            | 1745         | Берлин, Дворец Шарлоттенбург     |
| А. Пэн (1683—1757)                  | Танцующая пара перед зрителями в парке                                                          | 1745         | Потсдам, Городской дворец        |
| А. Пэн (1683—1757)                  | Барбарина с тамбурином                                                                          | 1745         | Потсдам, Новый дворец            |
| А. Пэн (1683—1757)                  | Барбарина с тамбурином крупным планом                                                           | 1745         | Эккернфёрде, Frisörmuseum        |
| А. Росина фон Лисевская (1713—1783) | Барбарина крупным планом                                                                        | неизвестен   | Берлин, Частная коллекция        |
| Ц. Циглер                           | Баронесса Барбарина фон Кокцеи с псом                                                           | неизвестен   | неизвестно                       |
| неизвестен                          | Барбарина в 65-летнем возрасте                                                                  | 1786         | неизвестно                       |
| А. Менцель (1815—1905)              | Барбарина, Фридрих II, шевалье де Шасо, граф Альгаротти и генерал Ротенбург в комнате при опере | 1852         | Частная коллекция                |
| К. Вендлинг (1851—1914)             | Юная Барбарина на кушетке                                                                       | неизвестен   | Частная коллекция                |

## Образы Барбарины в кино, в литературе и на сцене
В произведениях многих известных авторов упоминается имя «Барбарина», но пока не было найдено никаких подтверждений того, что именно Барбара Кампанини послужила своего рода прототипом данных образов. Так, например, в пьесе Бомарше (1732—1799) «Женитьба Фигаро» (1784), на основе которой Вольфганг Амадей Моцарт два года спустя написал одноимённую оперу-буффа. Возможно, однако, эти персонажи связаны с оперной певицей Барбарой Стабили, современницей Б. Кампанини родом из Флоренции, которую, по некоторым сведениям, тоже называли «Ла Барберина».
Кроме того в сказке итальянского драматурга Карло Гоцци (1720—1806) «Зелёная птичка» (1765) упоминается персонаж с таким именем. «Барбарина, которая носит творения венецианского портного Канциани и укладывает волосы у венецианского мастера Карлетти».

Афиша фильма «Танцовщица из Сан-Суси» (1932)

С появлением кинематографа (см.немое кино) история жизни Фридриха Великого, которая интересовала многие поколения и после его смерти, вышла на экраны. Два фильма касались и его взаимоотношений с Барбарой Кампанини.
Первый немой фильм, по роману Адольфа Пауля «Танцовщица Барберина. Роман времён Фридриха Великого» (1915), — «Танцовщица Барберина» (нем. Die Tänzerin Barberina) был снят в 1920 г. с Лидой Салмоновой в роли Барбарины. Затем в 1926 году в прокат вышел фильм «Мельница Сан-Суси» (нем. Die Mühle von Sanssouci) с Ольгой Чеховой в роли Барбарины. Следующий фильм под названием «Танцовщица из Сан-Суси» (нем. Die Tänzerin von Sanssouci) 1932 года был уже со звуком (См. трейлер). В нём роль Барбарины сыграла Лиль Даговер.
О последнем критики пишут, что эта лента, как и многие другие фильмы времён национал-социализма в Германии, была наполнена пропагандистской идеологией. В этом кинофильме король предстает в качестве великодушного и щедрого монарха. Так, например, он приказывает все деньги, предусмотренные для празднования военной победы, раздать жертвам войны. А Барберину он якобы приглашает в Берлин только для того, чтобы внушить врагам ложную мысль о том, что он проводит время в любовных развлечениях. Затем монарх, жаждущий благотворить и мироволить, великодушно помогает влюблённым (Барбарине и Карлу Кокцеи). То есть всякий, глядя на него, должен уразуметь, что благоденствия, которым пользуются подданные Фридриха, невозможно достичь при демократическом режиме.
Несколькими годами позже — в 1935 году, в Берлинской государственный опере была представлена балетная постановка в стиле рококо «Die Barbarina», под режиссурой Лиззи Маудрик (1898—1955). Эту постановку тоже относят к разряду пропагандистских.
Следующий фильм об этой танцовщице и Фридрихе Великом был снят уже со звуком в Западной Германии и назывался он, как и один из его предшественников, «Мельница из Сан-Суси, 1968» (нем. Die Mühle von Sanssouci).

## Известные современники
- Жан-Жак Руссо (1712—1778)
- Джакомо Казанова (1725—1798)
- Екатерина Великая (1729—1796)
- Жан-Поль Марат (1743—1793)
- Мария-Антуанетта (1755—1793)
- Вольфганг Амадей Моцарт (1756—1791)
- Максимилиан Робеспьер (1758—1794)

## Галерея

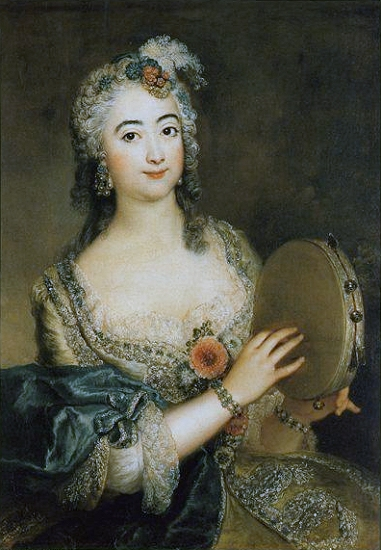
Б. Кампанини с тамбурином (1745)
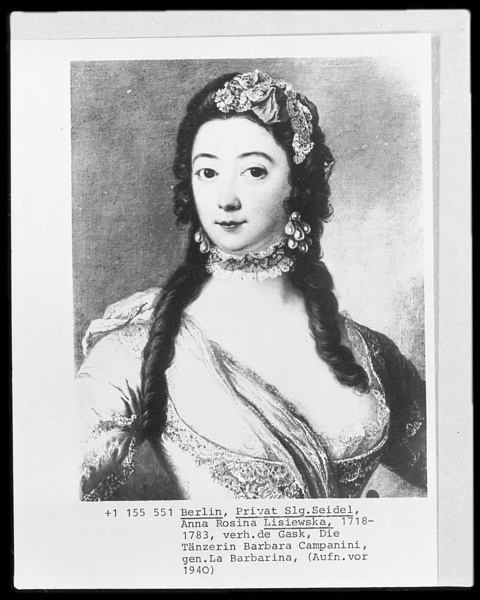
Б. Кампанини
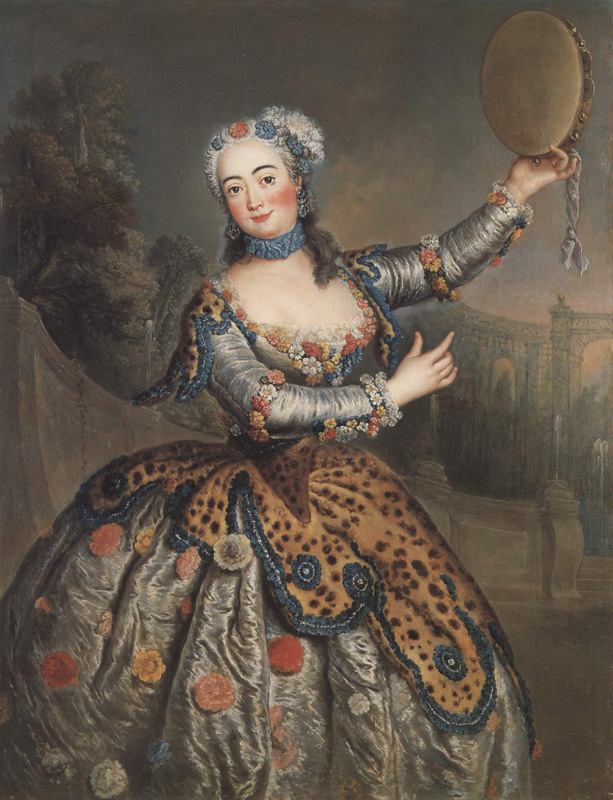
Б. Кампанини (1745)
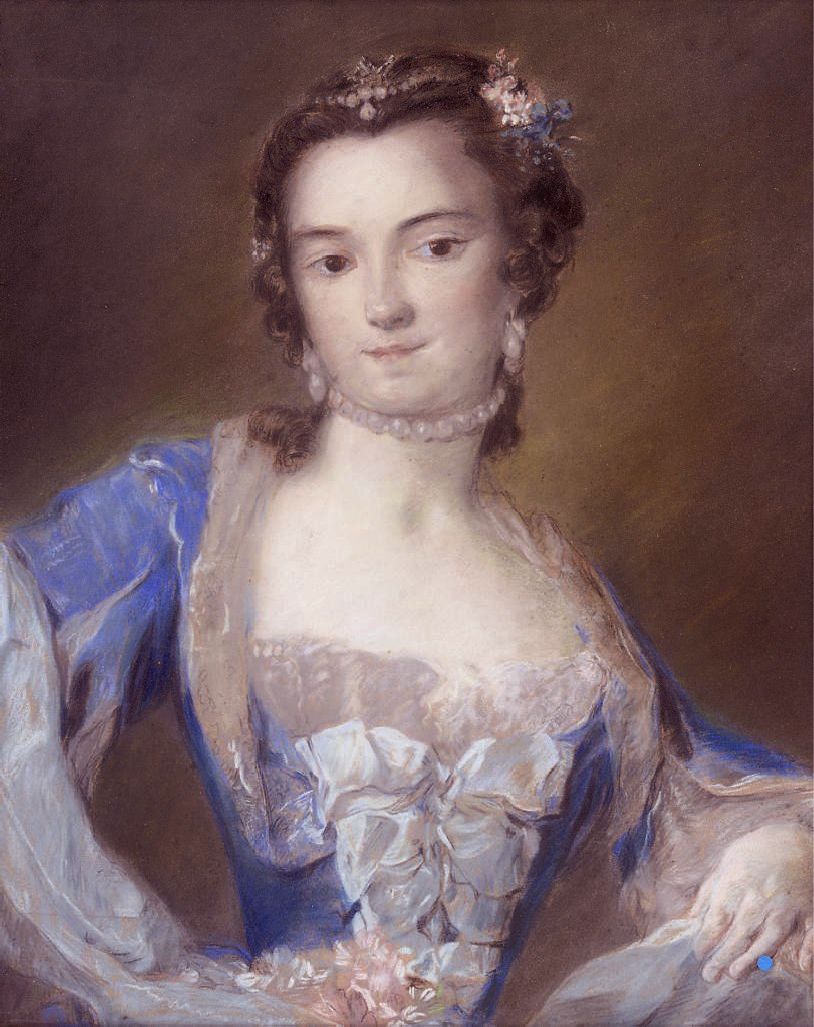
Б. Кампанини (пастель, работы Р.Каррьеры)
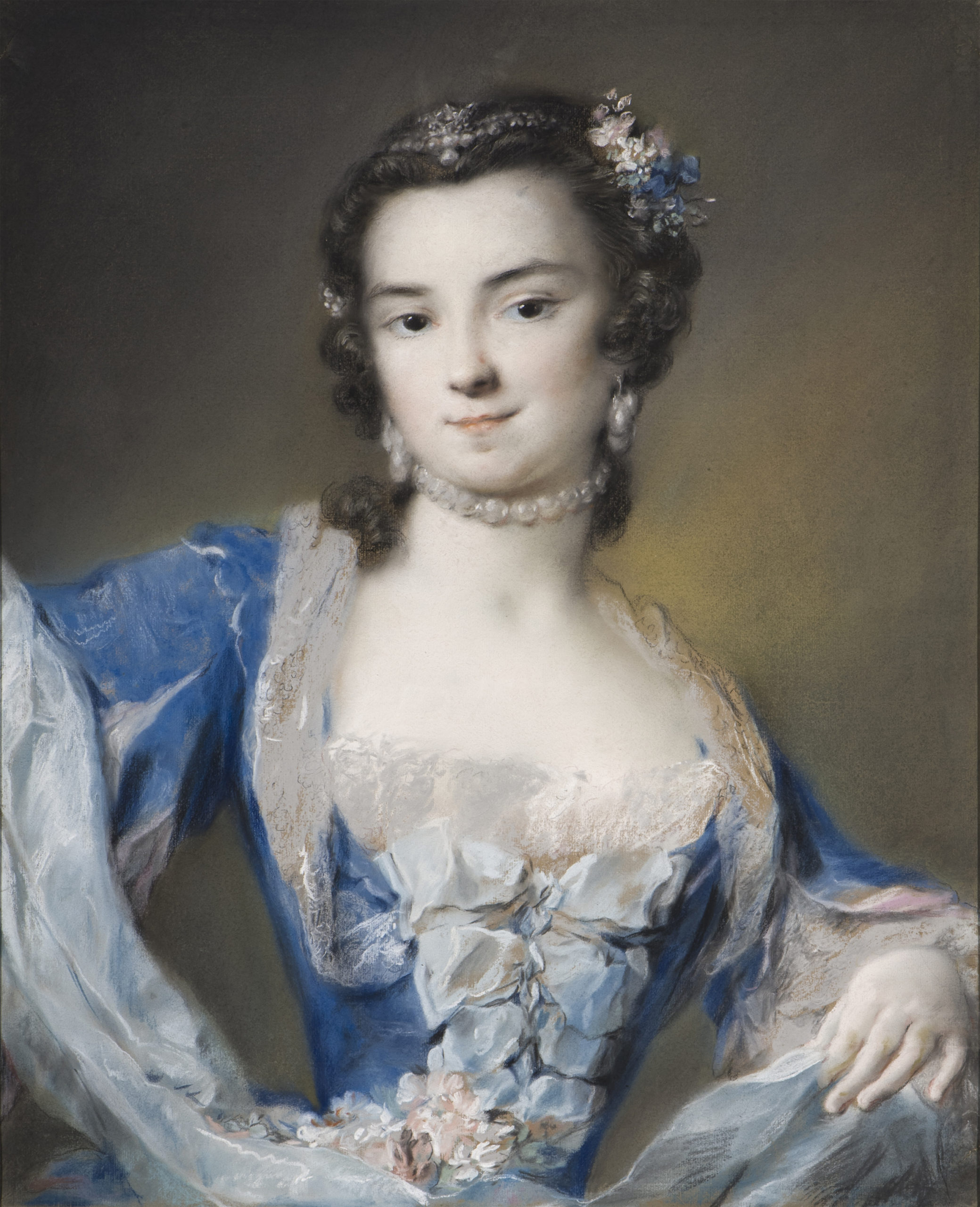
Б. Кампанини (1739) - (1-я версия)
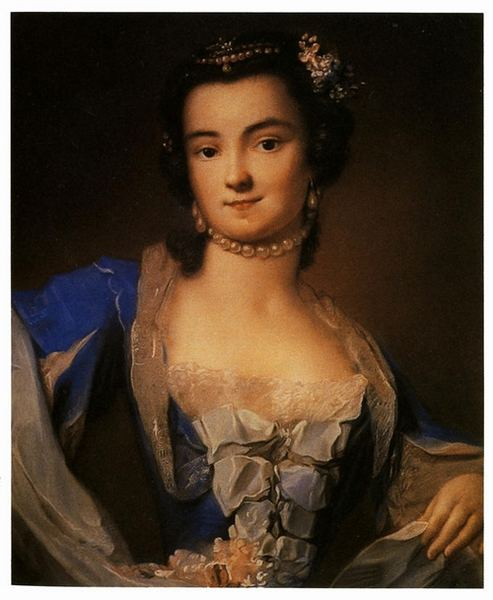
Б. Кампанини - (2-я версия)